# سلو تسنترالنوی اوسادبی پلمزاوودا ایمنی ماکسیما گورکوگو
سلو تسنترالنوی اوسادبی پلمزاوودا ایمنی ماکسیما گورکوگو (به لاتین: Selo Tsentralnoy usadby plemzavoda imeni Maxima Gorkogo) یک منطقهٔ مسکونی در روسیه است که در باشقیرستان واقع شده‌است.